# Nowy Dwór (Mazovie)
Pour les articles homonymes, voir Nowy Dwór.
Nowy Dwór [ˈnɔvɨ ˈdvur] est un village polonais de la gmina de Jastrząb, du powiat de Szydłowiec et dans la voïvodie de Mazovie.